# Batalla de Coyotepe
La Batalla de El Coyotepe y La Barranca más conocida como Batalla de Coyotepe, fue una acción bélica que se desarrolló entre el 3 y 4 de octubre de 1912 en los cerros "Coyotepe" y "La Barranca" cercanos a la ciudad de Masaya, en el departamento del mismo nombre, en el marco de la guerra civil conocida en la historia de Nicaragua como Revolución libero-conservadora de 1912, siendo la acción militar de mayor envergadura de ese conflicto.
Se enfrentaron en combate directo tropas de los Marines que ocupaban Nicaragua contra revolucionarios nicaragüenses (liberales y conservadores). En apoyo de las tropas estadounidenses participaron tropas del Ejército de la Segunda República Conservadora, llamado La Constabularia, leales al gobierno conservador de Adolfo Díaz Recinos.
Las fuerzas estadounidenses comandadas por el Coronel USMC Joseph H. Pendleton sitian y bombardean con piezas de artillería las posiciones defensivas de los revolucionarios nicaragüenses al mando del Héroe Nacional de Nicaragua, doctor y General Benjamín Zeledón, luego de encarnizados combates logran desalojarlos.

## Antecedentes
Para hacer frente a la revolución libero-conservadora que busca su derrocamiento, el presidente conservador Adolfo Díaz Recinos en flagelante violación a la Constitución vigente que lo obligaba a guardar la soberanía de la Nación, pide apoyo militar ante el Presidente de los Estados Unidos, William Howard Taft. Por esa petición, desembarcan 1400 Infantes y 1000 Marines iniciando la ocupación militar de Nicaragua.

## Teatro de operaciones
El Coyotepe y La Barranca son dos cerros pequeños situados al norte de Masaya, estratégicamente su dominio permitía el control de la vía férrea que unía Managua con Granada, plaza ocupada por el General Mena.
El nombre Coyotepe formado por los vocablos Coyo, coyote y tepec, cerro, significa, Cerro de los Coyotes.
Estos cerros han sido escenario de tres grandes batallas militares en igual número de revoluciones. En la historia de Nicaragua se registra que ahí se combatió durante:
- La Revolución Liberal de 1893 cuando los revolucionarios liberales comandados por el Héroe Nacional de Nicaragua General José Santos Zelaya vencieron a las fuerzas conservadoras de la Junta de Gobierno encabezada por Joaquín Zavala.
- La Revolución líbero-conservadora de 1912 cuando allí se atrincheron los revolucionarios para resistir a las tropas estadounidenses y conservadoras que intentaban llegar a Masaya.
- La Revolución Nicaragüense de 1979 cuando la Guardia Nacional de Nicaragua bombardeó los barrios de Masaya durante la ofensiva final del Frente Sandinista de Liberación Nacional.

## Desarrollo de la batalla
Desde el día 3 inició la fase que en términos militares se llama ablandamiento, cuando las piezas de artillería de estadounidenses y conservadores disparan continuamente sobre los cerros castigando las posiciones de los defensores atrincherados.
El día 4 al romper el alba (a las 0515 horas), se inicia el asalto por la escarpada cima del cerro Coyotepe por los infantes de marina que al amparo de la oscuridad y de los escasos matorrales habían avanzado desde las 0100 horas.
El asalto fue planeado y ejecutado bajo la dirección del Coronel USMC Joseph H. Pendleton que dividió a sus fuerzas en tres alas que atacaron coordinadas en un movimiento de pinza. La del centro comandada por el Mayor Smedley D. Butler, a su derecha la compañía al mando del Mayor William N. McKelvey y más a su derecha dos compañías de casacas azules dirigidas por el Capitán de Corbeta George W. Steele, Jr.
Adelante iban los rifleros exploradores, disparando sus Springfield de repetición; detrás de ellos, una lluvia de balas de ametralladoras Browning de 12,7 mm. Los defensores de los cerros, mal entrenados, impulsados solo por el amor y el honor patrio, enfrentaron la feroz embestida con fusiles y ametralladoras.
El asalto duró 37 minutos aproximadamente. El combate fue una carnicería, con varios muertos, por ambos bandos, sin contar los heridos. Muchos revolucionarios fueron masacrados, cuando al no tener municiones, corrían tratando de salvar sus vidas o eran capturados por los soldados conservadores que rodeaban los cerros.
Después de llegar a la cima, izaron la bandera estadounidense, entonces encontraron al Coronel Isidoro Díaz Flores, tercero en mando después de Salvador Sobalvarro. Al preguntarle Butler por qué no se rendía, Díaz Flores contestó con desdén (para no mostrar temor ante sus captores):
"Porque tenía municiones."
Admirado por su valor, Butler ordenó que le respetaran la vida, junto con Antonio Flores, haciéndolos pasar en medio de dos filas de soldados que se cuadraron en posición de firme; costumbre entre ellos. Llevado al cuartel de Masaya, "sufrí vejámenes junto a otros prisioneros", según relató Díaz Flores posteriormente.

### Verdad histórica
El único relato exacto relacionado con el asalto de los marines al cerro Coyotepe y la condición de este en el momento de la batalla se encuentra en un discurso que el mismo Pendleton dio en 1913 en ocasión de la inauguración de una placa en honor a los marines muertos durante la batalla. La placa conmemorativa esta en una pared en los cuarteles de los marines en Boston (Charlestown Navy Yard), Massachusetts, de donde habían salido rumbo a Nicaragua la mayoría de los marines que participaron en el asalto.
Según lo narrado por Pendleton, la cumbre del Coyotepe estaba llena de trincheras y no había ningún edificio allí en ese momento. Lo anterior desmiente las versiones que falsamente afirman que ya existía la fortaleza, incluso señalan que se construyó a finales del siglo XIX por el gobierno de Zelaya.
La versión de Pendlenton la sostiene la arquitectura y diseño de la fortaleza que fue construida entre los dos guerras mundiales; es decir, en una fecha posterior a la batalla del 3 y 4 de octubre de 1912.

## Incendio de Masaya
La ciudad de Masaya era el último bastión revolucionario, pues estaba sitiada por el ejército constabulario conservador a quienes llamaban caitudos porque calzaban caites. Al día siguiente (5 de octubre), estas tropas entraron a Masaya, la incendiaron, la saquearon y la devastaron, hasta que Butler y sus hombres bajaron a restablecer el orden.

## Consecuencias
El gobierno conservador de Adolfo Díaz se consolidó en el poder después de eliminar a dos acérrimos rivales: los generales Luis Mena Vado y el Héroe Nacional de Nicaragua, General Benjamín Zeledón, exiliado en Panamá el primero y muerto el último.
El general Emiliano Chamorro Vargas, caudillo conservador, se reafirmó en su posición de sucesor de Díaz como victorioso Jefe del Ejército constabulario.
El 5 de octubre la ciudad Masaya fue ocupada por las tropas estadounidenses luego de la batalla de Masaya, y el 6 de octubre, la ciudad de León, lo que marcó el final de la Revolución libero-conservadora de 1912.
En la historia del Cuerpo de Marines de los Estados Unidos, la batalla de El Coyotepe y La Barranca es recordada como la mayor acción militar en el cual combatieron tropas estadounidenses durante la ocupación de Nicaragua en 1912.
Los cerros El Coyotepe y La Barranca fueron declarados monumentos nacionales por la Cámara de Diputados y la Cámara del Senado que conformaban el Congreso de la República de Nicaragua, mediante el Decreto n.º 1398, aprobado el 20 de octubre de 1967 y publicado en La Gaceta n.º 260 del 15 de noviembre del mismo año. En el texto de dicho decreto se dicta:
"Único: Declarar Monumentos Nacionales a los Cerros "El Coyotepe" y "La Barranca". El Gobierno de la República, por medio del Ministerio de Defensa procederá a colocar en cada uno de ellos, una placa de bronce que evoque los nombres de los héroes que el 4 de octubre de 1912 supieron defender la Patria y morir por ella."